# Cophoscincopus durus
Cophoscincopus durus är en ödleart som beskrevs av  Cope 1862. Cophoscincopus durus ingår i släktet Cophoscincopus och familjen skinkar. Inga underarter finns listade i Catalogue of Life.